# Konopnica (gemeente in powiat Wieluński)
De gemeente Konopnica is een landgemeente in het Poolse woiwodschap Łódź, in powiat Wieluński.
De zetel van de gemeente is in Konopnica.
Op 30 juni 2004 telde de gemeente 3957 inwoners.

## Oppervlakte gegevens
In 2002 bedroeg de totale oppervlakte van gemeente Konopnica 83,06 km², waarvan:
- agrarisch gebied: 66%
- bossen: 25%

De gemeente beslaat 8,95% van de totale oppervlakte van de powiat.

## Demografie
Stand op 30 juni 2004:
| Omschrijving                   | Totaal | Totaal | Vrouwen | Vrouwen | Mannen | Mannen |
| ------------------------------ | ------ | ------ | ------- | ------- | ------ | ------ |
| eenheid                        | aantal | %      | aantal  | %       | aantal | %      |
| inwoners                       | 3957   | 100    | 1998    | 50,5    | 1959   | 49,5   |
| bevolkingsdichtheid (inw./km²) | 47,6   | 47,6   | 24,1    | 24,1    | 23,6   | 23,6   |

In 2002 bedroeg het gemiddelde inkomen per inwoner 1149,68 zł.

## Administratieve plaatsen (sołectwo)
Anielin, Bębnów, Głuchów, Kamyk, Konopnica, Mała Wieś, Piaski, Rychłocice, Sabinów, Strobin, Szynkielów, Wrońsko.

## Aangrenzende gemeenten
Burzenin, Osjaków, Ostrówek, Rusiec, Widawa, Złoczew